# Ellie Cole
Ellie Victoria Cole (Melbourne, 12 de diciembre de 1991) es una nadadora paralímpica australiana y jugadora de baloncesto en silla de ruedas. Después de que le amputaran la pierna debido a un cáncer, se entrenó en natación como parte de su programa de rehabilitación y progresó más rápidamente de lo que los instructores habían predicho. Empezó a competir en natación en 2003 y compitió por primera vez a nivel internacional en los Campeonatos Mundiales de Natación del IPC de 2006, donde ganó una medalla de plata. Desde entonces, ha ganado medallas en los Campeonatos Pan-Pacíficos de Natación, los Juegos de la Mancomunidad, los Juegos Paralímpicos, los Campeonatos Mundiales de Natación del IPC y varios campeonatos nacionales. En los Juegos Paralímpicos de Londres 2012, ganó cuatro medallas de oro y dos de bronce. Después de los Juegos, se sometió a dos reconstrucciones de hombro y volvió a nadar con éxito en los Campeonatos Mundiales de Natación del IPC de 2015, donde ganó cinco medallas, incluidas tres de oro. Representó a Australia en los Juegos Paralímpicos de Río de Janeiro 2016, ganando dos medallas de oro, tres de plata y una de bronce.

## Vida personal
Ellie Victoria Cole nació en el suburbio de Lilydale, en Melbourne, el 12 de diciembre de 1991.[5]. Su madre y su abuelo eran ambos nadadores, Her mother and grandfather were both swimmers, y su padre practicaba el atletismo. A los dos años de edad, le diagnosticaron un tumor poco común, un sarcoma que se envolvió alrededor de los nervios de su pierna derecha. Después de intentos infructuosos de tratar su cáncer con quimioterapia, su pierna derecha fue amputada por encima de la rodilla el 14 de febrero de 1994. Ocho semanas después de la cirugía, como parte de su rehabilitación, la madre de Cole, Jenny, la inscribió en clases de natación. Los instructores de Cole esperaban que tardara hasta un año en aprender a nadar en línea recta, pero tardó dos semanas.
Cole asistió a la escuela primaria Mount Eliza North y a la escuela secundaria Frankston, ambas en el suburbio periférico de Melbourne de Frankston. A partir de 2015 vive en Sídney y entrena en el club de natación Castle Hill RSL mientras trabaja para obtener una licenciatura en Entrenamiento Deportivo y Ciencias del Ejercicio en la Universidad Católica Australiana. Tiene una hermana gemela, Brittany.

## Natación
Está clasificada en la categoría S9 en natación adaptada debido a su amputación, una clasificación que también incluye a los nadadores que tienen restricciones articulares en una pierna y a los que tienen doble amputación por debajo de la rodilla. Comenzó a competir en natación en 2003 y, en los Campeonatos Mundiales de Natación del IPC de 2006 en Durban, ganó una medalla de plata en la prueba de 100 metros espalda S9 para mujeres. También en 2006, Cole ganó los 100 metros espalda en el Campeonato Australiano de Natación de Telstra. Cole se clasificó para el Equipo Paralímpico Australiano de Natación en 2008 y, ese mismo año, asistió a los Juegos Paralímpicos de Pekín 2008, donde ganó una medalla de plata en la prueba de 100 metros mariposa S9 para mujeres y medallas de bronce en las pruebas de 400 metros estilo libre y 100 metros espalda.

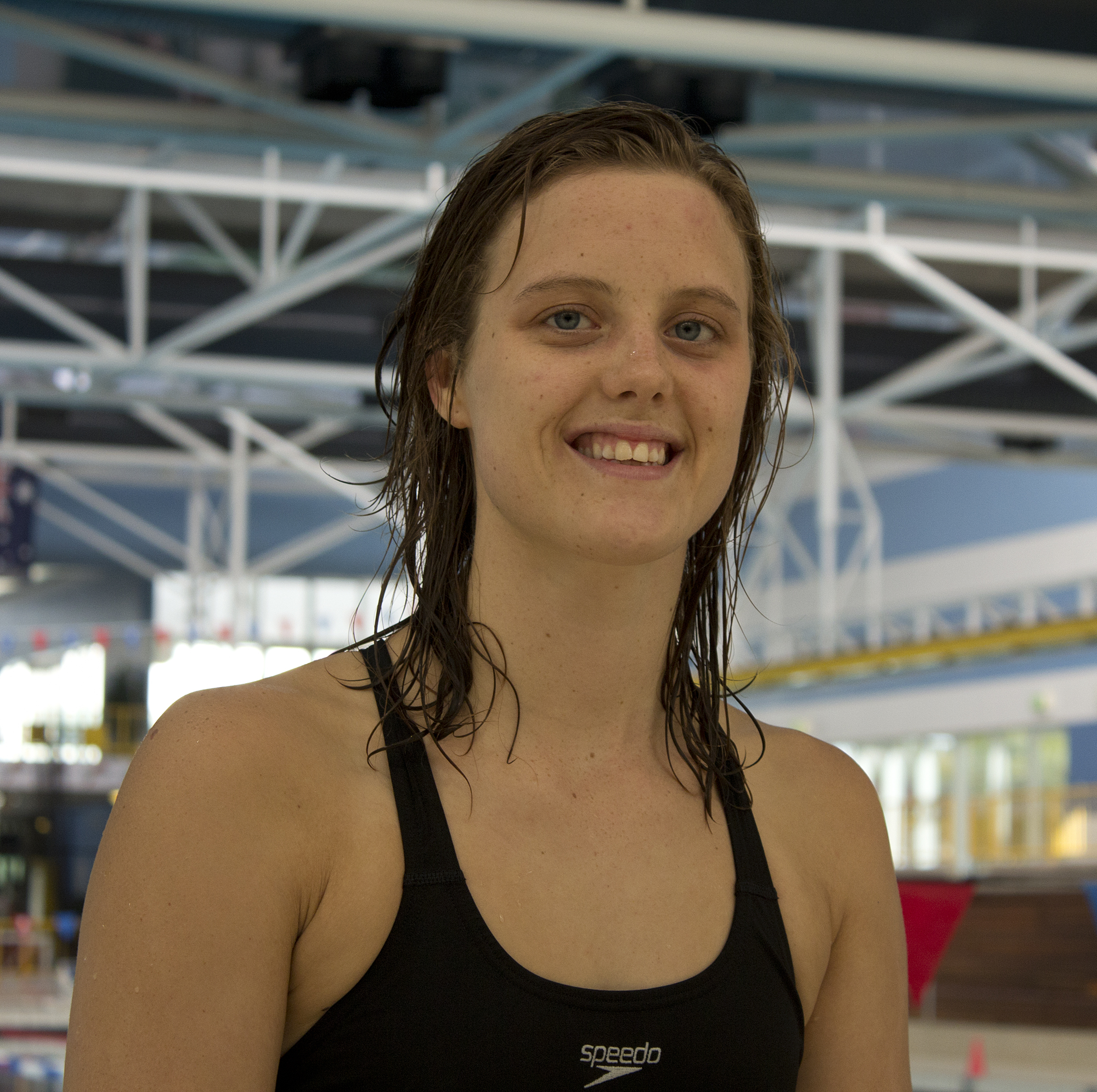
Cole después de una sesión de entrenamiento en el Centro Acuático del Instituto Australiano de Deportes.

El 12 de agosto de 2009, Cole participó en el evento de 100 m de estilo libre y multidiscapacidad en el Campeonato Australiano de Natación de Campo Corto de 2009 en Hobart, donde rompió el récord mundial con un tiempo de 1:04:06. Este campeonato es el evento clasificatorio para los Campeonatos Mundiales de Natación del IPC, dirigido por la FINA, la organización internacional de natación. El mismo año Cole participó en el Campeonato Mundial de Natación IPC de 25 m en Río de Janeiro, donde ganó medallas de bronce en los 100 m espalda, 400 m estilo libre, 4 × 100 m estilo libre de relevos y los 200 m individuales.
En 2010, en los Campeonatos Mundiales de Natación del IPC en Eindhoven, Holanda, ganó las medallas de bronce en los 200 m individuales y los 400 m libres de S9, en los Juegos de la Commonwealth de 2010 en Nueva Delhi. En los Campeonatos Pan-Pacíficos de Natación de 2011 en Edmonton, Alberta, Canadá, ganó un total de seis medallas de oro y salió victoriosa en los eventos femeninos de 50 m estilo libre, 100 m estilo libre, 400 m estilo libre, 100 m mariposa, 100 m espalda y 200 m medley S9 individual. Cole también ha participado en campeonatos nacionales como el Campeonato Australiano de Natación de Clases Múltiples Edades y el Campeonato Abierto del Estado de Nueva Gales del Sur. El primero de ellos se celebra en Canberra, en el Instituto Australiano del Deporte, y está diseñado para preparar a los nadadores de élite para la competición internacional. Posteriormente, participó en el Campeonato Abierto del Estado de Nueva Gales del Sur de 2012 en eventos de clases múltiples.
Era becaria del Instituto Australiano del Deporte. Su entrenador, Graeme Carroll, la entrenó en Canberra como preparación para los Juegos Paralímpicos de Londres 2012 con un enfoque que combinaba el entrenamiento de natación con el aeróbico y el trabajo en el gimnasio. Se entrenó con Teigan Van Roosmalen, un nadador ciego y sordo S13. Cole también es mentor de jóvenes atletas. Cuando no estaba en la escuela secundaria, Cole realizaba diez o más sesiones de natación a la semana pero, mientras estaba en la escuela, redujo su carga. A partir de 2015, su entrenador es Nathan Doyle.
En los Juegos Paralímpicos de Londres de 2012, Cole participó en ocho eventos y ganó seis medallas. En su primera prueba, los 100 metros mariposa S9, terminó en cuarto lugar, mientras que la sudafricana Natalie du Toit terminó en primer lugar. Sin embargo, la noche siguiente, Cole ganó los 100 metros espalda S9, ganando su primera medalla de oro de los juegos en tiempo récord de Australia. Le dijo a la prensa que «ha sido un objetivo mío desde que tenía 12 años vencer a Natalie du Toit» que era «algo así como el Michael Phelps de la natación para mí, ha sido una gran mentora y me relaja en la sala de clasificación. Ella es mi mayor héroe». Cole ganó una segunda medalla de oro en los 4 x 100 m estilo libre de relevos 34 puntos, esta vez en tiempo de récord mundial. En los 400 m estilo libre S9, fue nuevamente vencida por du Toit, que terminó en primer lugar, mientras que Cole se llevó el bronce. Cole ganó un segundo bronce en los 50 m estilo libre S9, en los que du Toit terminó séptimo, y luego oro en los 100 m estilo libre S9, en los que du Toit terminó tercero. Cole coronó los juegos, sorprendiéndose incluso a sí misma con una cuarta medalla de oro, en los 4 x 100 m estilo libre de relevos 34 puntos, de nuevo en tiempo récord de Australia.

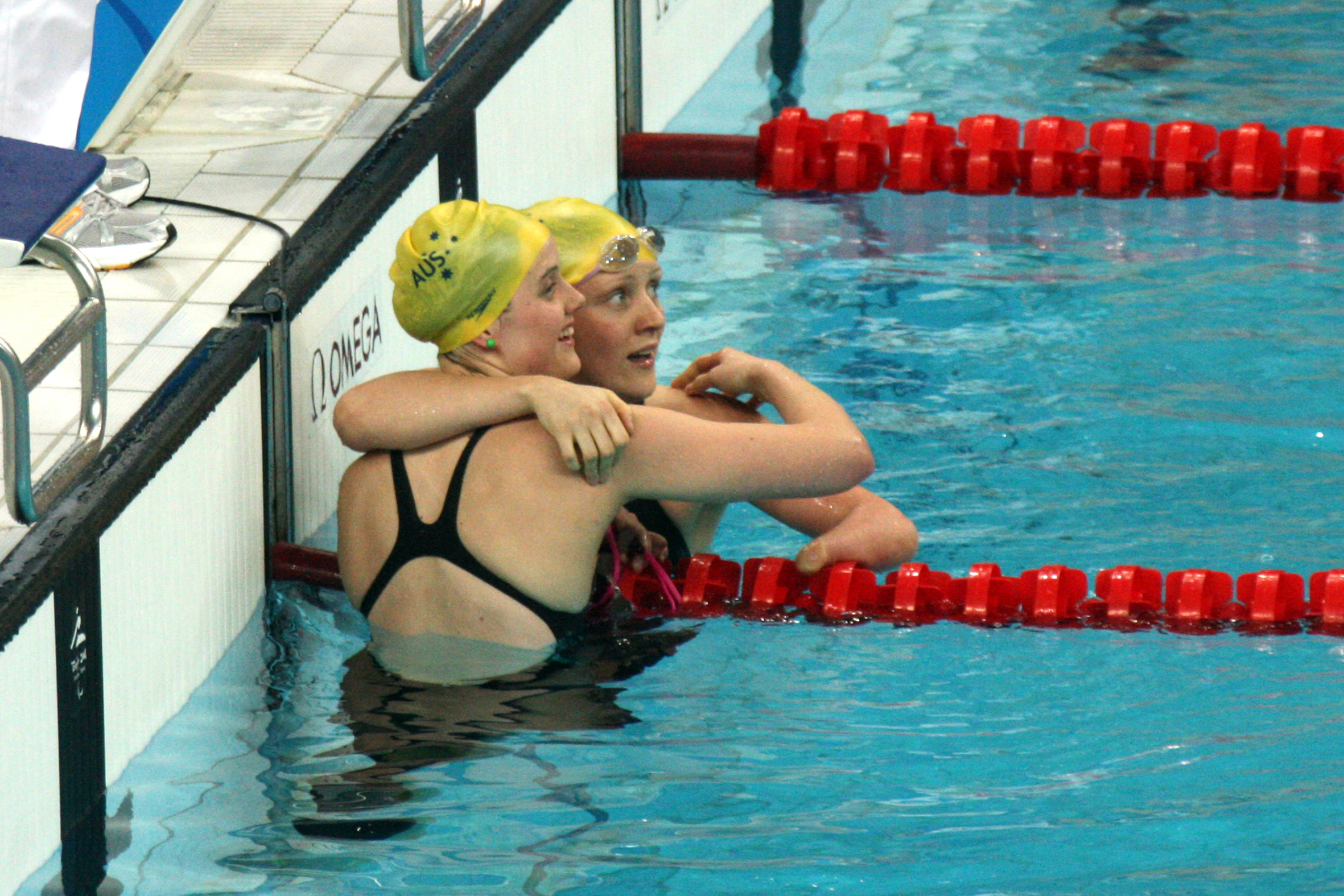
Cole y Annabelle Williams se abrazan al final de la final de los 100 metros mariposa del S9 en los Juegos Paralímpicos de Pekín 2008.

Después de los Juegos Paralímpicos de Londres, se sometió a dos reconstrucciones de hombro que amenazaban su carrera de nadadora. En los Campeonatos Mundiales de Natación IPC de 2015, ganó medallas de oro en los 100 m de espalda S9, rompiendo el récord mundial en las series y la final, los 100 m estilo libre S9 y los 4 x 100 m estilo libre de relevos 34 puntos, una medalla de plata en los 4 x 100 m estilo libre de relevos y una medalla de bronce en los 50 m estilo libre S9.
Cole se convirtió en la primera nadadora de S9 que rompió 29 segundos en los 50 metros libres al ganar la medalla de oro en el Campeonato Australiano de Natación de 2016 en Adelaida en la prueba de 50 metros libres multiclase. Su tiempo de 28,75 rompió el récord mundial de Natalie du Toit de 29,04.
En los Juegos Paralímpicos de Río de Janeiro 2016, Cole ganó dos medallas de oro en los 100 m espalda S9 y en los 4 x 100 estilo libre de relevos femeninos con 34 puntos, tres medallas de plata en los 50 m y 400 m estilo libre S9, 4 x 100 estilo libre de relevos femeninos con 34 puntos y la medalla de bronce en los 100 m estilo libre S9. Cole junto con Maddison Elliott, Lakeisha Patterson y Ashleigh McConnell, rompieron el récord mundial en los 4 x 100 m femeninos de Relevo 34 puntos, con un tiempo de 4.16.65.
Cole se enfrentó a un momento difícil en el período previo a los Juegos Paralímpicos de Río de Janeiro. Reflexiona: «Todavía me preguntaba si era digna de estar allí, y sabía que lo era, pero es increíble que incluso después de la cantidad de entrenamiento deportivo psicológico que he tenido, esos pensamientos siguen entrando y te derriban... Normalmente los atletas que ganan son los que pueden dejar de lado esos pensamientos y decirse a sí mismos que tienen una buena oportunidad de ganar». Mientras tanto, Cole dejó esos pensamientos a un lado y llegó a ganar 6 medallas en Río.
En el Campeonato Mundial de Natación Adaptada de 2019, que se realizó en Londres ganó medalla de plata en los 100 m de brazas S9 femeninos y medalla de bronce en los 400 m libres S9 femeninos.
Durante los Juegos Paralímpicos de 2020, Cole fue parte del equipo de relevos que ganó medalla de plata en los 4x100 m libres de 34 puntos femeninos y medalla de bronce en los 400 m libres S9 femeninos. Al conseguir su medalla de bronce, es decir, su decimoséptima medalla paralímpica, se convierte en la mujer australiana más condecorada en unos Juegos Paralímpicos, superando el anterior record de la nadadora Priya Cooper.

## Baloncesto en silla de ruedas

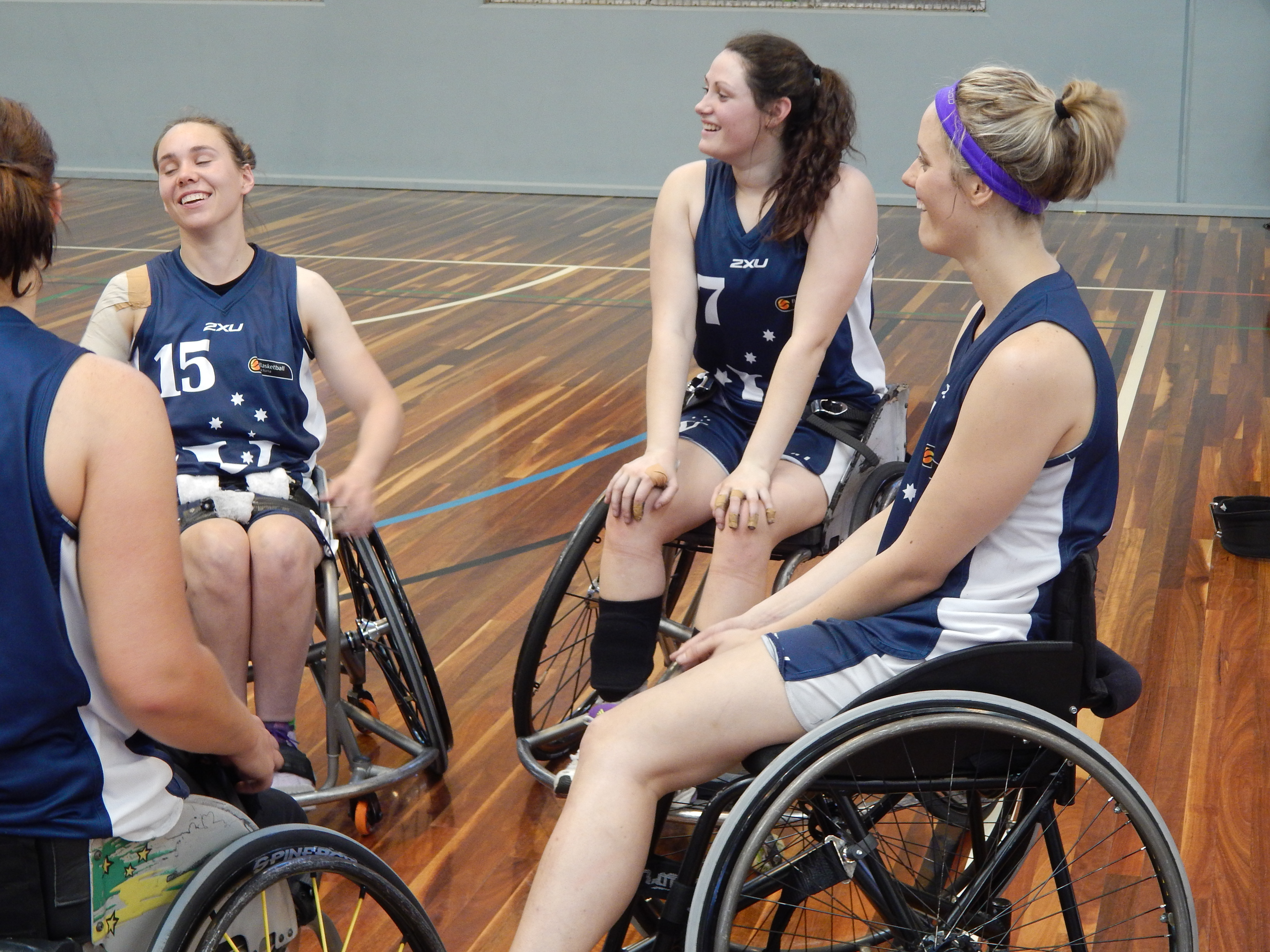
Cole (derecha) con sus compañeras de baloncesto en silla de ruedas de Victoria Leanne Del Toso (izquierda) y Mel Adams (no. 15)

Cole jugó baloncesto en silla de ruedas para Victoria en la Liga Nacional de Baloncesto en Silla de Ruedas Femenina en 2013 y 2014 como jugadora de 4.0 puntos, sacando el premio de la liga como Mejor Nuevo Talento en 2013.
«Me encantaba trabajar en equipo porque la natación no se considera un deporte de equipo», dijo Cole a un entrevistador en 2013. «Definitivamente quería un nuevo desafío porque cuando has estado compitiendo durante una década los incrementos de las mejoras son bastante pequeños. Sin embargo, en el baloncesto en silla de ruedas sabía que podía hacer grandes mejoras. He sido elegida para el equipo de la liga nacional femenina, lo que es genial, así que estoy llegando a algún sitio, lo que es una sorpresa. Pero mi corazón está definitivamente en la natación y creo que siempre lo estará».

## Reconocimiento
Durante su estancia en la Escuela Secundaria de Frankston, Cole recibió el premio Debbie Flintoff-King por el logro deportivo más destacado de la institución tres años consecutivos; también fue nominada para el premio Paralímpico Juvenil del Año. El premio se recibió por haber ganado medallas de plata y dos de bronce en los Juegos Paralímpicos de Pekín, plata en 100 m mariposa y bronce en 100 m espalda y 400 m estilo libre. En 2009, recibió el Premio al Logro Deportivo Sobresaliente del Departamento de Educación y Desarrollo de la Primera Infancia. En 2011, fue nominada para el Premio al Intérprete Deportivo de la Edad en la categoría de Intérprete con Discapacidad. En agosto del mismo año fue elegida Atleta del Mes por el Comité Paralímpico Internacional, tras ganar seis medallas de oro en Edmonton. Se le concedió la medalla de la Orden de Australia en los Honores del Día de Australia de 2014 «por su servicio al deporte como medallista de oro en los Juegos Paralímpicos de Londres 2012». En noviembre de 2015, se le concedió el premio a la Deportista del Año 2015 de la revista  Cosmopolitan.
Cole fue la abanderada de Australia durante la ceremonia de clausura de los Juegos Paralímpicos de Tokio 2020